# Aín Yidiui
Aín Yidiui (en árabe: عين جديوي‎, en lenguas bereberes: ⵄⵉⵏ ⵊⴷⵉⵡⵉ, en francés: Aïn Jdiwi) es una localidad marroquí perteneciente al municipio de Briex, en la región de Tánger-Tetuán-Alhucemas. Desde 1912 hasta 1956 perteneció a la zona norte del Protectorado español de Marruecos.